# Luigi Jacobini
Luigi Jacobini (6 de janeiro de 1832 - 28 de fevereiro de 1887) foi um cardeal italiano da Igreja Católica Romana que serviu como secretário de Estado do Vaticano de 1880 até sua morte; ele foi elevado ao cardinalato em 1879.

## Biografia
Nascido em Genzano , Luigi Jacobini estudou no seminário em Albano antes de ser ordenado ao sacerdócio em Roma em 23 de setembro de 1854. Ele, então, promoveu seus estudos na Sapienza University , em Roma, onde obteve seu doutorado em teologia (20 de julho de 1857 ) e seu doutorado em direito civil e canônico (25 de junho de 1858). Jacobini, em seguida, entrou para a Cúria Romana , servindo como membro do pessoal da Secretaria de Assuntos Eclesiásticos . Ele foi elevado ao posto de Prelado Nacional de Sua Santidade , e também se tornouSecretário das Congregações de Propaganda Fide , que na época também era responsável pelas relações com os Ritos Orientais .
Em 1862, foi nomeado secretário da primeira comissão para a preparação do Syllabus . Mais tarde nomeado cânon da Basílica de Latrão , Jacobini serviu também como referendário da Signatura Apostólica . Em 1867, ele foi encarregado da pesada tarefa de reunir e publicar as respostas dos bispos do mundo ao questionário para a preparação do Primeiro Concílio do Vaticano . Durante o Concílio, Jacobini foi secretário da comissão preparatória para a disciplina da Igreja , servindo também como subsecretário do Conselho de 1869 a 1870.
Em 20 de março de 1874, Jacobini foi nomeado Arcebispo Titular de Tessalônica pelo Papa Pio IX . Ele recebeu sua consagração episcopal no dia 24 de março do cardeal Costantino Patrizi Naro . Ele foi nomeado Núncio para a Áustria, três dias depois, em 27 de março de 1874. Papa Leão XIII criou Jacobini Cardeal-Sacerdote de S Maria della Vittoria no consistório de 19 de setembro de 1879. Ele foi condecorado com a Grã-Cruz da Ordem Austríaca de Sankt Stefan em 1880. Em 16 de dezembro do mesmo ano, Jacobini foi nomeado Secretário de Estado do Vaticano(essencialmente o Papa 's primeiro-ministro ) e administrador da riqueza da Santa Sé .
O Cardeal morreu em Roma, aos 55 anos, de uma doença que durou quase dois anos. Enterrado em 6 de março de 1887, ele é enterrado na Capela da Congregação da Propaganda Fide, no cemitério Campo Verano .